# 1942 у футболі
Нижче наведені футбольні події 1942 року у всьому світі.

## Засновані клуби
- Андорра (Андорра)

## Національні чемпіони
- Аргентина: Рівер Плейт
- Іспанія: Валенсія
- Італія: Рома
- Нідерланди: АДО Ден Гаг
- Німеччина: Шальке 04
- Туреччина: Гарб Окулу
- Хорватія: Конкордія